# Bocanegra
Pour les articles homonymes, voir Bocanegra (homonymie).
Manuel Fuentes y Rodríguez dit « Bocanegra », né à Cordoue (Espagne) le 21 mars 1837, mort à Baeza (Espagne, province de Jaén) le 21 juin 1889, est un matador espagnol.

## Présentation
« Bocanegra » commence sa carrière dans une cuadrilla infantil, et la poursuit comme banderillero dans la cuadrilla de son compatriote « Pepete » puis dans celle de Manuel Domínguez. Il prend l’alternative au Puerto de Santa María (Espagne, province de Cadix) le 31 août 1862, avec comme parrain Manuel Domínguez ; il la confirme à Madrid le 5 mai 1864 avec comme parrain « Cúchares ».
Selon ses contemporains, il était courageux et doté d’un grand sens de l’honneur, mais il manquait de ressources face au taureau, de sorte qu’il était dépassé par ses confrères, a subi de nombreuses blessures et toréait chaque année moins que la précédente.
En 1869 et 1870, une cécité l’empêcha de descendre dans l’arène. Par la suite, devenu obèse et donc privé de toute agilité et presque aveugle, il torée de nouveau, mais de façon épisodique, jusqu’à sa dernière corrida, à Madrid le 16 juin 1889.
Le 20 du même mois, il assiste à une corrida à Baeza au cours de laquelle des matadors débutants éprouvent les pires difficultés face au quatrième taureau de la ganadería de Don Agustín Hernandez, nommé « Hormigo ». « Bocanegra » descend alors en piste pour apporter son aide, mais alors qu’il est poursuivi par le taureau, il ne peut se réfugier derrière le burladero en raison de son obésité et reçoit un énorme coup de corne. Il meurt à Baeza le lendemain.